# Collegio di Inverclyde and Renfrewshire West
Inverclyde and Renfrewshire West è un collegio elettorale scozzese della Camera dei Comuni del Parlamento del Regno Unito. Elegge un membro del Parlamento con il sistema first-past-the-post, ossia maggioritario a turno unico; il rappresentante del collegio, dal 2024, è il laburista Martin McCluskey.

## Estensione
Il collegio comprende i seguenti ward:
- nell'Inverclyde:
  - Inverclyde East, Inverclyde East Central, Inverclyde Central, Inverclyde North, Inverclyde South West e Inverclyde South, provenienti dal precedente collegio di Inverclyde;
- nel Renfrewshire:
  - la parte contenuta in Bridge of Weir di Bishopton, Bridge of Weir and Langbank e Houston e la parte contenuta in Crosslee di Houston e Crosslee and Linwood, provenienti dal precedente collegio di Paisley and Renfrewshire North.

## Membri del parlamento
| Elezione | Elezione | Deputato         | Partito   |
| -------- | -------- | ---------------- | --------- |
|          | 2024     | Martin McCluskey | Laburista |

## Risultati elettorali

### Elezioni negli anni 2020
| Partito                    | Partito                                      | Candidato                  | Risultati 4 luglio 2024 | Risultati 4 luglio 2024 |
| Partito                    | Partito                                      | Candidato                  | Voti                    | %                       |
| -------------------------- | -------------------------------------------- | -------------------------- | ----------------------- | ----------------------- |
|                            | Laburista                                    | Martin McCluskey           | 18 931                  | 46,92                   |
|                            | SNP                                          | Ronnie Cowan               | 12 560                  | 31,13                   |
|                            | Conservatore                                 | Ted Runciman               | 2 863                   | 7,10                    |
|                            | Reform UK                                    | Simon Moorehead            | 2 476                   | 6,14                    |
|                            | Lib Dem                                      | Ross Stalker               | 1 259                   | 3,12                    |
|                            | Verde                                        | Iain Hamilton              | 1 173                   | 2,91                    |
|                            | Alba                                         | Christopher McEleny        | 723                     | 1,79                    |
|                            | Indipendente                                 | John Burleigh              | 365                     | 0,90                    |
|                            |                                              |                            |                         |                         |
| Iscritti                   | Iscritti                                     | Iscritti                   | 70 124                  | 100,00                  |
| ↳ Votanti (% su iscritti)  | ↳ Votanti (% su iscritti)                    | ↳ Votanti (% su iscritti)  | 70 350                  | 100,32                  |
| ↳ Astenuti (% su iscritti) | ↳ Astenuti (% su iscritti)                   | ↳ Astenuti (% su iscritti) | -226                    | -0,32                   |
|                            |                                              |                            |                         |                         |
|                            | Esito: collegio a Laburista (nuovo collegio) |                            |                         |                         |